# Athyreus forcipatus
Athyreus forcipatus is een keversoort uit de familie cognackevers (Bolboceratidae). De wetenschappelijke naam van de soort werd in 1928 gepubliceerd door Antoine Boucomont.